# Aurelia Litsner De Fere
Pour les articles homonymes, voir Fère.
Aurelia Litsner De Fere, née en 1835 à Munkács en Hongrie et morte à Brooklyn le 7 octobre 1917, est une musicienne, chanteuse et professeure de chant franco-hongroise. 
Elle est la fondatrice, avec son mari Eugène de Fère du Conservatoire de Fère à Brooklyn.

## Biographie
Née en Hongrie, Aurelia Litsner fait ses études en Allemagne et se produit dès l'âge de quatorze ans en solo dans un festival à Mayence. Le succès qu'elle obtient à cette occasion l'engage à poursuivre une carrière musicale. Elle se présente à l'examen d'usage du Conservatoire national supérieur de musique de Paris et est aussitôt admise. Après quatre années d'études, elle remporte deux deuxièmes prix de chant et d'opéra, et l'année suivante, elle obtient deux premiers prix également de chant et d'opéra, qui lui sont décernés à l'unanimité. Une médaille d'or, décernée chaque année à la meilleure chanteuse par l'Académie des Beaux-Arts, lui est également remise.
En 1864, Félix Lacointa écrit à son propos : « Mlle Litsner est toujours sur la brèche. Notre charmante chanteuse légère est infatigable ; aussi MM. les abonnés doivent ils se féliciter d'avoir reçu une artiste si parfaite... ».
Ses études terminées, elle est engagée comme prima donna dans les opéras de Paris, Lyon, Marseille et Bordeaux. Elle chante aussi en Belgique, en Allemagne et en Hongrie où elle est reçue avec enthousiasme à l'Opéra national de Pesch. Plus tard, elle se produit avec beaucoup de succès aux Antilles puis se rend à New York où elle décide de se consacrer à l'enseignement du chant et où elle s'installe en 1876. Elle travaille alors pour les écoles de Sylvanus Reed, Miss Charbonnier, Charlier et du couple Van Norman et y enseigne la musique vocale jusqu'en 1883, date à laquelle elle forme son propre conservatoire à Brooklyn, conservatoire que son mari co-dirige et co-gère avec elle. 
Elle reçoit les Palmes académiques à Paris, une distinction dont ne jouissait jusqu'alors qu'une seule autre femme aux États-Unis à l'époque, Minnie Hauk.
Elle meurt à son domicile à Brooklyn le 7 octobre 1917 à l'âge de 82 ans.